# Maisons-lès-Soulaines
Maisons-lès-Soulaines is een gemeente in het Franse departement Aube (regio Grand Est) en telt 81 inwoners (2009). De plaats maakt deel uit van het arrondissement Bar-sur-Aube.

## Geografie
De oppervlakte van Maisons-lès-Soulaines bedraagt 6,0 km², de bevolkingsdichtheid is dus 13,5 inwoners per km².
De onderstaande kaart toont de ligging van Maisons-lès-Soulaines met de belangrijkste infrastructuur en aangrenzende gemeenten.

## Demografie
Onderstaande figuur toont het verloop van het inwonertal (bron: INSEE-tellingen).

Vanwege een beveiligingsprobleem met de MediaWiki Graph-software is het momenteel niet mogelijk deze grafiek weer te geven. Zodra de software is bijgewerkt zal de grafiek vanzelf weer zichtbaar worden.